# Арека
Арека (Areca) — рід рослин родини пальмові (Arecaceae), типовий рід цієї родини.

## Ботанічний опис
Різного розміру пальми. Наприклад, висота ареки дайюнг (Areca dayung) не перевищує 35 см. Стебло звичайно одиночне, тонке, з циліндром з трубчастих піхв. Листя перисто-розсічені. Квітки зібрані в початкоподібні суцвіття, нижня частина яких складається з пестичних (жіночих), а верхня — тичинкових (чоловічих) квіток. Плоди — волокнисті ягоди з рогоподібним білком в насінні.

## Поширення
Зустрічаються в тропічній Азії: від Індії і Шрі-Ланки до Соломонових, Філіппінських островів і Нової Гвінеї в підліску вологого тропічного лісу.